# Machine Fucking Head Live
Machine Fucking Head Live è il secondo album dal vivo del gruppo musicale statunitense Machine Head, pubblicato il 13 novembre 2012 dalla Roadrunner Records.

## Descrizione
L'album contiene la registrazione del concerto tenuto dalla band al Central di Manchester, Regno Unito, il 6 dicembre 2011, fatta eccezione per due tracce (Locust e Halo), registrate il giorno prima durante il concerto al SECC di Glasgow.
Missaggio e mastering sono avvenuti pressi i Trident Studios di Pacheco, Stati Uniti.

## Tracce
1. I Am Hell (Sonata in C#) – 9:21
2. Be Still and Know – 5:55
3. Imperium – 6:41
4. Beautiful Mourning – 5:13
5. The Blood, the Sweat, the Tears – 5:29
6. Locust – 7:39
7. This Is the End – 6:43
8. Aesthetics of Hate – 6:09
9. Old – 4:53
10. Darkness Within – 8:12
11. Bulldozer – 5:46
12. Ten Ton Hammer – 4:55
13. Who We Are – 7:29
14. Halo – 9:27
15. Davidian – 6:44

Tracce bonus nell'edizione speciale
1. Alan’s on Fire (Poison Idea cover) – 3:59
2. My Misery – 4:38
3. Locust (Demo 2011) – 7:29
4. This Is the End (Demo 2011) – 6:14

EP bonus nell'edizione digitale
B-Sides and Rarities
1. Negative Creep (Nirvana cover) – 2:41
2. The Possibility of Life's Destruction (Discharge cover) – 1:27
3. Hole in the Sky (Black Sabbath cover) – 3:33
4. Locust (My Name Is Purity) (Demo 2011) – 7:14
5. Be Still and Know (Can We Be Reborn) (Demo 2011) – 5:50
6. I Am Hell (Sonata in C#) (Alt Vocals) (Demo 2011) – 8:10

## Formazione
Gruppo
- Robb Flynn – voce, chitarra
- Adam Duce – basso, cori
- Phil Demmel – chitarra, cori
- Dave McClain – batteria

Produzione
- Craig "Bozz" Porter – registrazione
- Robb Flynn – missaggio
- Juan Urteaga – missaggio
- Dennis Seelig – fotografia
- Henning Gulli – fotografia
- Scott Kirkeeng –  fotografia